# Burn To My Touch
Born To My Touch – drugi album studyjny amerykańskiego speed metalowego zespołu Liege Lord wydany 28 lutego 1987 przez Metal Blade Records.

## Lista utworów
1. „Transgressor” – 3:20
2. „Birds of Prey” – 2:57
3. „Cast Out” – 3:05
4. „Portrait of Despair” – 2:58
5. „Black Lit Knights” – 4:06
6. „The Manic's Mask” – 2:56
7. „Legend” – 3:39
8. „Walking Fire” – 3:07
9. „Speed of Sound” – 4:32

## Twórcy
| - Andy Michaud – śpiew - Tony Truglio – gitara - Paul Nelson – gitara - Matt Vinci – gitara basowa - Frank Cortese – perkusja | - Joe Bouchard – produkcja, miks - Peter Hodgson – realizacja nagrań - Blaise Saires – asystent |